# Метформин
Метформи́н — таблетированное сахароснижающее лекарственное средство класса бигуанидов для приёма внутрь. Применяется при лечении сахарного диабета 2-го типа, особенно у лиц с избыточным весом и ожирением и при этом сохранённой нормальной функцией почек. Проводятся исследования по применению метформина при гестационном диабете и синдроме поликистозных яичников. Препарат исследован и для других заболеваний, при которых резистентность к инсулину может быть важным фактором.
При правильном назначении метформин вызывает мало побочных эффектов (среди которых чаще возникают желудочно-кишечные расстройства) и связан с низким риском гипогликемии. Лактоацидоз (накопление молочной кислоты в крови) может быть серьёзной проблемой при передозировке и при назначении людям с противопоказаниями, но в остальном значительного риска нет. Метформин способствует снижению уровня холестерина ЛПНП и триглицеридов и не вызывает увеличения массы тела. Один из наиболее значимых эффектов Метформина — достоверное снижение смертности от осложнений сердечно-сосудистых заболеваний при сахарном диабете. Входит в список важнейших лекарственных препаратов Всемирной организации здравоохранения наряду с другим пероральным антидиабетическим препаратом глибенкламидом.
Метформин применяется в форме гидрохлорида.

## История
Метформин впервые был описан в научной литературе в 1922 году Эмилем Вернером и Джеймсом Беллом как продукт в синтезе N, N -диметилгуанидина. В 1929 году Слотта и Чеше обнаружили его сахароснижающее действие у кроликов, отметив, что он был самым сильным из бигуанидов, которые они изучали. Эти результаты были забыты, как и работы над другими аналогами гуанидина, такими как синталин, на фоне популярности инсулина.
Интерес к метформину, однако, вернулся в конце 1940-х годов. В 1950 году было обнаружено, что метформин, в отличие от некоторых других подобных соединений, не снижает артериальное давление и частоту сердечных сокращений у животных.. В этом же году филиппинский врач Эусебио Гарсия применял метформин (который называл флюамин) для лечения гриппа. Он заметил, что препарат «снижает уровень сахара в крови до минимального физиологического уровня» при лечении пациентов и был нетоксичен. Гарсия также считал, что метформин обладает бактериостатическим, противовирусным, противомалярийным, антипиретическим и обезболивающим эффектами. В серии статей в 1954 году польский фармаколог Януш Супневский не смог подтвердить большинство из этих эффектов, в том числе снижение уровня сахара в крови, но наблюдал некоторые антивирусные эффекты у человека.

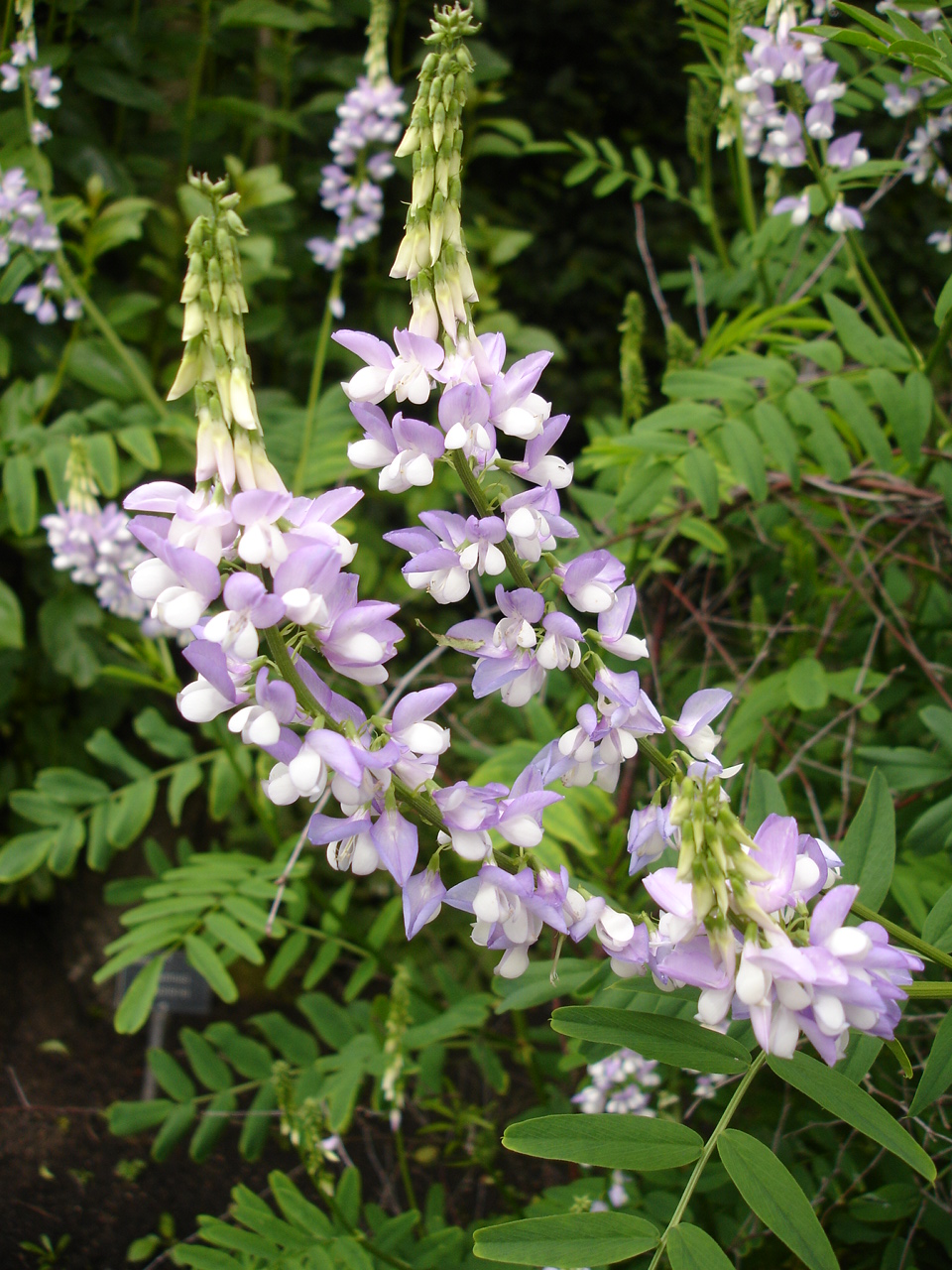
Galega officinalis, естественный источник галегина

В больнице Сальпетриер французский диабетолог Жан Стерн изучал сахароснижающие свойства галегина (алкалоид, выделенный из козлятника аптечного), структурно связанного с метформином и наблюдал за краткосрочным его использованием в качестве антидиабетического средства до того, как были разработаны синталины. Позднее, работая в лабораториях Aron в Париже, он повторно исследовал сахароснижающую активность метформина и нескольких аналогичных бигуанидов. Стерн был первым, кто попытался применить метформин для лечения сахарного диабета у человека; он придумал название «Глюкофаж» (фр. «Glucophage» — «пожиратель глюкозы») для этого препарата и опубликовал свои результаты в 1957 году.
Метформин стал доступен в Британском национальном формуляре в 1958 году и начал впервые продаваться в Великобритании.
Широкий интерес к метформину возродился только после вывода из лекарственного оборота других бигуанидов в 1970-х годах. Метформин был одобрен в Канаде в 1972 году, а в США он был одобрен FDA для лечения сахарного диабета 2 типа только в 1994 году. Произведённый по лицензии компанией Bristol Myers Squibb Глюкофаж был первым торговым названием метформина для продажи в США, начиная с 3 марта 1995 года. Дженерики теперь доступны в нескольких странах, и метформин, как полагают, стал наиболее часто выписываемым антидиабетическим препаратом в мире.
В XXI веке метформин рассматривается энтузиастами как потенциальный препарат для продления активной жизни человека. В экспериментах на модельных животных учёные показали, что употребление метформина продляет им жизнь. В 2020-х AFAR (англ. American Federation for Aging Research) планирует исследовать метформин на пожилых людях с краудфандинговым финансированием, поскольку ни у государственных служб, ни у крупных фармкомпаний нет интереса к такому исследованию).

## Получение и свойства вещества
Стандартный синтез метформина был впервые описан в 1922 году. Он образуется во время реакции гидрохлорида диметиламина c 2-цианогуанидином (дициандиамид) при нагревании:.
В соответствии с процедурой, описанной в 1975 году в патенте Aron и Энциклопедии фармацевтического производства (англ. Pharmaceutical Manufacturing Encyclopedia), эквимолярное количество диметиламина и 2-цианогуанидина растворяют в толуоле с охлаждением для достижения концентрированного раствора, а затем медленно добавляют эквимолярное количество хлористого водорода. Смесь начинает кипеть сама по себе, и после охлаждения образуется осадок гидрохлорида метформина с 96 % выходом.
До 2005 года не было точных данных об электронной структуре метформина, как и остальных производных бигуанида. Учёные только предполагали, что метформин находится в протонированной таутомерной форме, и в 2005 году было проведено уточняющее исследование. Разница между рассчитанными энергиями у настоящей таутомерной форме метформина и по ранее существовавшему представлению о ней составила около 9 ккал/моль. В 2009 году была уточнена структура гидрохлорида метформина.
В 2008 году было опубликовано описание улучшенного метода синтеза гидрохлорида метформина (экологически чистый метод с использованием только нескольких миллиграмм реагентов и нескольких капель растворителя), который включает пятиминутную реакцию в сверхвысокочастотных волнах.

## Фармакология

### Фармакодинамика
Метформин снижает концентрацию глюкозы в крови путём угнетения образования глюкозы (глюконеогенеза) в печени. У больного сахарным диабетом 2 типа скорость глюконеогенеза в 3 раза выше от нормы. Метформин снижает этот показатель более чем на одну треть. Метформин активизирует АМФ-активируемую протеинкиназу (АМФК) — фермент печени, который играет важную роль в инсулиновой сигнализации, во всём энергетическом балансе организма и метаболизме глюкозы и жиров. Активация АМФК необходима для ингибирующего эффекта метформина на глюконеогенез в печени. В исследовании, опубликованном в 2008 году, механизм действия метформина был описан более подробно. Оно показало, что активация АМФК необходима для увеличения экспрессии белка SHP (англ. Small heterodimer partner), который в свою очередь подавляет экспрессию фосфоенолпируват карбоксикиназы и глюкозо-6-фосфатазы, участвующих в глюконеогенезе. Метформин часто применяют в исследованиях AICA (англ. aminoimidazole carboxamide) рибонуклеотида как агониста АМФК. Механизм, посредством которого бигуаниды активируют АМФК, остаётся непонятным, однако исследования показывают, что метформин увеличивает количество цитозольного АМФ.
Показано, что метформин обладает умеренным ингибиторным эффектом дыхательного комплекса I; по-видимому, данное свойство препарата лежит в основе механизма его действия.
В дополнение к подавлению глюконеогенеза в печени метформин увеличивает чувствительность тканей к инсулину, усиливает периферический захват глюкозы (путём фосфорилирования транспортера GLUT4), повышает окисление жирных кислот и уменьшает всасывание глюкозы из желудочно-кишечного тракта. Увеличение периферической утилизации глюкозы может быть связано с улучшением связывания инсулина с рецепторами инсулина АМФК, вероятно, также играет в этом роль, так как назначение метформина увеличивает активность АМФК в скелетных мышцах. АМФК, как известно, вызывает встраивание GLUT4 в плазматическую мембрану, в результате чего происходит инсулин-независимое поглощение глюкозы. Некоторые метаболические эффекты метформина, по всей видимости, происходят по АМФК-независимым механизмам; исследование в 2008 году показало, что «метаболические эффекты метформина в сердечной мышце могут возникать независимо от изменений активности АМФК и могут быть опосредованы p38 МАРК (англ. p38 mitogen-activated protein kinases) и РКС-зависимыми механизмами».
Препарат снижает концентрацию в сыворотке крови ТГ, холестерина и ЛПНП (определяемых натощак) и не изменяет концентрацию липопротеинов других плотностей. Стабилизирует или снижает массу тела. При отсутствии в крови инсулина терапевтический эффект не проявляется. Гипогликемических реакций не вызывает. Улучшает фибринолитические свойства крови за счёт подавления ингибитора активатора профибринолизина (плазминогена) тканевого типа.
С помощью терапии метформином можно добиться снижения уровня глюкозы на 20 %, а содержание гликозилированного гемоглобина на 1,5 %. Монотерапия метформином по сравнению с другими средствами для снижения концентрации глюкозы в крови (пиоглитазоном, акарбозой, препаратами сульфонилмочевины), а также по сравнению с диетой, инсулином или плацебо снижает риск развития инфаркта миокарда, а также снижает общую смертность в популяции лиц с сахарным диабетом второго типа («инсулиннезависимого»), что было продемонстрировано в систематическом обзоре 29 клинических исследований, опубликованном в библиотеке Кохрейна (Cochrane Collaboration) в 2005 году (источник dokta.ru, секция о метформине).

### Фармакокинетика
Абсолютная биодоступность (натощак) составляет 50—60 %, приём с пищей снижает Cmax на 40 % и замедляет её достижение на 35 мин. Пик концентрации в плазме (С max) достигается в течение одного-трёх часов (1,81—2,69 ч) с немедленным высвобождением метформина и от четырёх до восьми часов с формой замедленного высвобождения. Связывание метформина с белками плазмы незначительно, о чём свидетельствует очень высокий объём распределения (654 ± 358 л после однократной дозы 850 мг). Стабильный эффект обычно достигается через один или два дня.
Метформин не метаболизируется. Он выводится из организма с мочой в неизменном виде путём канальцевой секреции; метформин не обнаруживается в плазме крови в течение 24 часов после однократного приёма. Средний период полувыведения в плазме крови составляет 6,2 часа (начальный T1/2 — от 1,7 до 3 ч, окончательный — от 9 до 17 ч). Метформин распределяется (и возможно накапливается) в эритроцитах с гораздо бо́льшим периодом полувыведения: 17,6 ч (сообщается о значениях в пределах 18,5-31,5 часов при однодозовом изучении лиц, не страдающих сахарным диабетом).
Абсорбция — 48—52 %. Быстро всасывается в желудочно-кишечном тракте. Концентрация в плазме не превышает 1 мкг/мл (в течение 24—48 ч).

## Показания

### Лечение сахарного диабета
Основное назначение метформина — лечение сахарного диабета 2 типа, особенно людей с избыточным весом. В этой группе более 10 лет лечения, метформин снижал риск осложнений сахарного диабета и смертность в целом примерно на 30 % по сравнению с инсулином и препаратами сульфонилмочевины (глибенкламид и хлорпропамид) и примерно на 40 % по сравнению с группой, получавшей только рекомендации по диете. Эти различия сохраняются у пациентов, которые наблюдались в течение 5-10 лет после исследования. Так как интенсивный контроль глюкозы в крови с применением метформина уменьшает риск диабет-связанных конечных точек у больных сахарным диабетом с избыточной массой тела и это связано с меньшим набором веса и меньшими гипогликемическими приступами, чем в группе, получавшей инсулин и препараты сульфонилмочевины, метформин может быть препаратом выбора у таких пациентов.
Метформин имеет более низкий риск гипогликемии, чем препараты сульфонилмочевины, хотя она иногда возникает во время интенсивных физических нагрузок, дефицита калорий или при использовании с другими сахароснижающими препаратами. Метформин также не связан с увеличением веса и умеренно уменьшает уровень ЛПНП и триглицеридов.
Кроме того, может применяться в комплексной терапии с другими препаратами при лечении ожирения.

### Экспериментальные показания
Метформин всё чаще используют при лечении синдрома поликистозных яичников (СПКЯ), неалкогольных жировых болезней печени и преждевременном половом созревании — при других заболеваниях, которые проявляются резистентностью к инсулину. Эти показания ещё считаются экспериментальными. Преимущество метформина при неалкогольных жировых болезнях печени не было широко изучено;, хотя некоторые рандомизированные контролируемые испытания обнаружили значительное улучшение при его использовании, доказательств по-прежнему недостаточно.

#### Предиабет
Лечение метформином людей, имеющих риск развития сахарного диабета 2 типа, может уменьшить вероятность развития болезни, хотя интенсивные физические упражнения и коррекция диеты значительно лучше подходят для этой цели. В крупном исследовании США, известном как Программа по профилактике сахарного диабета, участники были разделены на группы. Одна группа получала плацебо, другая — метформин, а третья — рекомендации по изменению образа жизни; все три наблюдались в среднем в течение трёх лет. Интенсивная программа по изменению образа жизни включала 16 уроков по диете и физическим упражнениям; пациентам была поставлена цель снижения массы тела на 7 % и физическая активность не менее 150 минут в неделю. Заболеваемость сахарным диабетом была на 58 % ниже в группе с модификацией образа жизни и на 31 % в группе, получавшей метформин. Среди молодых людей с более высоким индексом массы тела изменение образа жизни не было более эффективным, чем применение метформина, а для пожилых людей с низким индексом массы тела метформин был не лучше, чем плацебо в профилактике сахарного диабета. После десяти лет заболеваемость сахарным диабетом была на 34 % ниже в группе с модификацией образа жизни и на 18 % ниже в группе, получавшей метформин. Неясно, замедлял ли метформин прогрессирование предиабета в сахарный диабет (истинный профилактический эффект) или же снижение риска развития сахарного диабета было просто из-за его сахароснижающего действия (лечебный эффект).

#### Синдром поликистозных яичников
Антидиабетическая терапия была предложена с конца 1980-х годов в качестве лечения синдрома поликистозных яичников (СПКЯ), при котором часто возникает резистентность к инсулину. О применении метформина при СПКЯ впервые сообщалось в 1994 году, в небольшом исследовании, проведённом в Андском университете, Венесуэла. Национальный институт здоровья Великобритании в 2004 году рекомендовал женщинам с СПКЯ и индексом массы тела выше 25 назначать метформин для лечения ановуляции и бесплодия, когда другие методы лечения не принесли положительных результатов. Однако два крупных клинических исследования, проведённые в 2006—2007 годах, получили в основном отрицательные результаты: применение метформина при СПКЯ не эффективнее плацебо и комбинация метформина и кломифена не эффективнее, чем монотерапия кломифеном. Учитывая это, в последующих обзорах было отмечено, что крупные рандомизированные контролируемые исследования в целом не подтвердили перспективность такой терапии, предложенной в ранних небольших исследованиях. Международные руководства по клинической практике не рекомендуют метформин в качестве первой линии лечения СПКЯ или вообще не рекомендуют, за исключением женщин с нарушением толерантности к глюкозе. Руководства предлагают кломифен как препарат первой линии и подчёркивают важность изменения образа жизни независимо от медикаментозного лечения.
По другому мнению, систематический обзор четырёх сравнительных испытаний метформина и кломифена показал их одинаковую эффективность для лечения бесплодия. Редакционный совет BMJ отметил, что четыре исследования показали положительные результаты применения метформина у пациенток, у которых кломифен был неэффективен, и предложил использовать метформин в качестве препарата второй линии, когда лечение кломифеном неэффективно. В другом обзоре рекомендован метформин как препарат первой линии, потому что он оказывает положительное влияние не только на ановуляцию, но и на резистентность к инсулину, гирсутизм и ожирение, которые часто связаны с СПКЯ. Большой обзор Cochrane Collaboration 27 рандомизированных клинических испытаний установил, что метформин улучшает овуляцию и наступление беременности, особенно в сочетании с кломифеном, но это не связано с увеличением числа живорождённых.
Результаты последних исследований показали, что прием метформина может снижать вероятность преждевременных родов и позднего самопроизвольного аборта у пациенток с синдромом поликистозных яичников, но при этом препарат не отражается на риске развития гестационного диабета.
В ходе испытаний было выявлено, что риск позднего самопроизвольного аборта (во втором триместре беременности) и преждевременных родов (до 37-й недели) примерно в два раза ниже у пациенток, получавших метформин. Только 9 женщинам (5 %) из 211 завершивших клинические исследования в метформиновой группе не удалось выносить беременность. В контрольной группе этот показатель составил 10 % (23 участницы из 223 человек). Всего в исследовании были задействованы 487 пациенток.

#### Гестационный диабет
Несколько обзорных и рандомизированных контролируемых исследований показали, что метформин столь же эффективен и безопасен, как и инсулин для лечения гестационного диабета, и в небольших исследованиях по типу случай-контроль пришли к мнению, что дети матерей, получавших метформин вместо инсулина, могут быть здоровее в неонатальном периоде. Тем не менее, некоторые проблемы были подняты в отношении исследований, опубликованных до сих пор, и доказательства долгосрочной безопасности метформина для матери и ребёнка по-прежнему отсутствуют.

#### Исследовательские находки
Крупное исследование по типу случай-контроль, проведённое в MD Anderson Cancer Center, показало, что метформин может защитить от рака поджелудочной железы. Риск рака поджелудочной железы у испытуемых, принимавших метформин, оказался на 62 % ниже, чем у участников исследования, которые не принимали его, а у испытуемых, которые получали инсулин или препараты сульфонилмочевины, было обнаружено повышение в 5 раз и 2,5 раза риска развития рака поджелудочной железы, соответственно, по сравнению с участниками, которые ничего не получали. Исследование имело некоторые ограничения, однако, и причина этого снижения риска пока неясна. Наблюдательные исследования, проведённые в Университете Данди, показали снижение на 25-37 % случаев заболевания раком у диабетиков, принимавших метформин.
Несколько эпидемиологических и случай-контроль исследований показали, что диабетики, применяющие метформин, могут иметь риск развития рака ниже по сравнению с теми, кто использует другие сахароснижающие препараты. Причины этого явления остаются неясными, и результаты требуют подтверждения в контролируемых исследованиях.
Одно рандомизированное контролируемое исследование показало, что метформин может уменьшить набор веса у пациентов, принимающих атипичные антипсихотические препараты, особенно в сочетании с изменением образа жизни (обучение, диета и упражнения).
В эксперименте Национального института изучения проблем старения продолжительность жизни мышей, получавших метформин в относительно низкой дозировке, выросла на 5,83 % по сравнению с обычной, при этом начало возрастных заболеваний было отсрочено. В то же время более высокие дозы оказались токсичными, и продолжительность жизни получавших их мышей была невысока. Метформин воздействует сразу на несколько механизмов старения, включая усиление аутофагии, активацию сенсора нехватки питательных веществ AMPK, ингибирует митохондриальное дыхание, ослабляет клеточное старение адипоцитов, подавляет воспаление и приводит к благоприятному сдвигу в структуре кишечного микробиома.
Ученые из Института эволюционной физиологии и биохимии имени И. М. Сеченова РАН в ходе исследований выяснили, что метформин улучшает работу репродуктивной системы у обоих полов, положительно влияет на здоровье новорожденных детей, а также повышает эффективность процедуры ЭКО.

## Противопоказания
Метформин противопоказан людям с любыми состояниями, которые могут увеличить риск развития лактатацидоза, включая заболевания почек (уровень креатинина более 150 мкмоль/л (1,7 мг/дл), хотя это условная граница), лёгких и печени, алкоголизм. По информации производителей, сердечная недостаточность, в частности, нестабильная или острая застойная сердечная недостаточность увеличивает риск лактатацидоза при использовании метформина. Однако систематический обзор контролируемых клинических исследований в 2007 году показал, что метформин — единственный антидиабетический препарат, безвредный для людей с сердечной недостаточностью, и что он может уменьшить смертность по сравнению с другими антидиабетическими средствами.
Рекомендуется временно отменять метформин за двое суток перед любым радиографическим исследованием с введением йодированного контраста (например, при КТ или ангиографии с контрастным усилением), так как контрастное вещество может временно снижать функцию почек, опосредованно приводя к лактатацидозу и вызывая задержку метформина в организме. Рекомендуют возобновлять приём метформина только через двое суток, когда происходит восстановление функции почек.
Также противопоказания: гиперчувствительность, гипергликемическая кома, кетоацидоз, острый инфаркт миокарда, дегидратация, гипокалорийная диета (менее 1 000 ккал/сут), лактатацидоз (в том числе, в анамнезе), беременность, период лактации.

### C осторожностью
Возраст старше 60 лет, выполнение тяжёлой физической работы (повышенная опасность развития лактатацидоза).

## Побочные эффекты

### Желудочно-кишечные
Наиболее распространённые побочные эффекты метформина — желудочно-кишечные расстройства, в том числе «металлический» привкус во рту, снижение аппетита, диарея, кишечные колики, тошнота, рвота и метеоризм; метформин чаще ассоциируется с желудочно-кишечными побочными эффектами, чем большинство других антидиабетических препаратов.
В клиническом исследовании, в котором приняло участие 286 пациентов, 53,2 % из 141 участника, которые получали метформин немедленного высвобождения, сообщали о возникновении диареи, по сравнению с 11,7 % в группе, получавшей плацебо, и 25,5 % сообщали о возникновении тошноты, рвоты, по сравнению с 8,3 % в группе плацебо.
Желудочно-кишечное расстройство может вызвать сильный дискомфорт для пациента; оно возникает чаще при первом назначении метформина или при увеличении дозы. Дискомфорт часто можно избежать, начиная с низкой дозы (1-1,7 г в сутки) и постепенно увеличивая дозу. Желудочно-кишечные расстройства после длительного, постоянного использования возникают реже.
Длительное применение метформина было связано с повышением уровня гомоцистеина и нарушением всасывания витамина B12. Высокие дозы и длительное применение связаны с повышением заболеваемости недостаточностью витамина B12, и некоторые исследователи рекомендуют раннее выявление и профилактику таких состояний.

### Лактатацидоз
Лактатацидоз — наиболее тяжёлый побочный эффект при применении бигуанидов. Фенформин, другой бигуанид, был отозван с фармакологического рынка из-за высокого риска развития лактатацидоза (40—64 случая на миллион человеко-лет). Однако метформин безопаснее, чем фенформин. Данное осложнение при применении метформина встречается очень редко, и подавляющее большинство таких случаев связано с сопутствующими состояниями, такими как нарушения функции печени или почек.
Поглощение лактата печенью уменьшается при применении метформина, потому что лактат является субстратом для печёночного глюконеогенеза — процесс, который ингибирует метформин. У здоровых лиц этот небольшой избыток просто удаляется с помощью других механизмов (в том числе поглощение почками, когда их функция не нарушена), и происходит незначительное повышение уровня лактата в крови. Однако при нарушенной функции почек удаление метформина и лактата снижается, что приводит к повышению их уровня в крови и в итоге вызывает лактатацидоз за счёт накопления молочной кислоты. Поскольку метформин снижает поглощение печенью лактата, любое состояние, которое может вызвать лактатацидоз, является противопоказанием к его использованию. Наиболее частые причины повышенного образования молочной кислоты: алкоголизм (из-за истощения запасов НАД+), сердечная недостаточность и заболевания дыхательных путей (из-за недостаточной оксигенации тканей); заболевания почек — наиболее частая причина нарушения экскреции молочной кислоты.
Кроме того, предполагают, что метформин увеличивает образование лактата в тонкой кишке; потенциально это может способствовать развитию лактатацидоза у больных с факторами риска. Однако клиническое значение этого явления неизвестно, и риск развития метформин-связанного лактатацидоза чаще всего объясняется снижением печёночной поглощения, а не увеличением образования в тонкой кишке.

### Другие побочные эффекты
Также обнаружено, что метформин снижает уровень тиреотропного гормона в крови у больных с гипотиреозом, а у мужчин снижает уровень тестостерона. Клиническое значение этих изменений до сих пор неизвестно. При аллергии на препарат возможна кожная сыпь. В единичных случаях развивается мегалобластная анемия.
В случаях возникновения побочных эффектов дозу следует уменьшить или отменить приём препарата.

### Взаимодействие
Блокатор H2-гистаминовых рецепторов циметидин приводит к увеличению в плазме концентрации метформина за счёт сокращения выведения его из организма почками, так как метформин и циметидин выводятся из организма путём канальцевой секреции, то, в частности, катионная (положительно заряженная) форма циметидина может конкурировать с метформином за один и тот же механизм транспорта. Небольшое двойное слепое рандомизированное исследование показало, что цефалексин также увеличивает концентрацию метформина по такому же механизму. Теоретически, любой другой катионный препарат (амилорид, дигоксин, морфин, прокаинамид, хинидин, хинин, ранитидин, триамтерен и ванкомицин) может привести к подобному эффекту. Несовместим с этанолом (лактатацидоз). С осторожностью назначают в сочетании с непрямыми антикоагулянтами. Производные сульфонилмочевины, инсулин, акарбоза, ингибиторы МАО, окситетрациклин, ингибиторы АПФ, клофибрат, циклофосфамид и салицилаты усиливают действие. При одновременном применении с ГКС, гормональными контрацептивами для приёма внутрь, эпинефрином, глюкагоном, гормонами щитовидной железы, производными фенотиазина, тиазидными диуретиками, производными никотиновой кислоты возможно уменьшение гипогликемического действия метформина. Нифедипин повышает абсорбцию, Cmax, замедляет выведение.

## Режим дозирования

Таблетки метформина (500 мг), продающиеся в Великобритании.

Внутрь, во время или непосредственно после еды, пациентам, не получающим инсулин, — по 1 г (2 таблетки) 2 раза в день в первые 3 дня или по 500 мг 3 раза в день, в последующем с 4 по 14 день — по 1 г 3 раза в день; через 15 дней дозировку можно уменьшить с учётом содержания глюкозы в крови и моче. Поддерживающая суточная доза — 1—2 г. Таблетки ретард (850 мг) принимают по 1 утром и вечером. Максимальная суточная доза — 3 г. При одновременном применении инсулина в дозе менее 40 ЕД/сут режим дозирования метформина тот же, при этом дозу инсулина можно постепенно снижать (на 4—8 ЕД/сут через день). При дозе инсулина более 40 ЕД/сут применение метформина и снижение дозы инсулина требуют большой осторожности и проводятся в стационаре.

### Передозировка
Обзор сообщений в течение пяти лет об умышленных и случайных передозировках метформином показал, что случаи серьёзных побочных явлений были редки, хотя у пожилых пациентов риск был выше. Аналогичное исследование, где зарегистрированные случаи передозировки анализировались в центре контроля за ядами Техаса в период с 2000 по 2006 год, установило, что приём дозы более 5 г часто вызывал серьёзные медицинские последствия у взрослых. В медицинской литературе зарегистрированы случаи выживаемости после преднамеренной передозировки до 63 г метформина. Смертельные исходы передозировки редки, но случаются. У здоровых детей дозы менее 1,700 мг не вызывают значительные токсические эффекты.
Наиболее распространённые симптомы передозировки: тошнота, рвота, диарея, боли в животе, тахикардия, сонливость и редко гипогликемия или гипергликемия. Главное потенциально опасное для жизни осложнение передозировки метформином — лактатацидоз, который приводит к накоплению лактата в организме. Пациенты с признаками лактатацидоза требуют немедленной госпитализации. Специфического антидота при передозировке метформином нет. Вначале при лактатацидозе возможно применение раствора бикарбоната натрия, хотя большие дозы не рекомендуются, поскольку это может увеличить внутриклеточный ацидоз. Ацидоз, который не реагирует на введение бикарбоната натрия, требует применения стандартного гемодиализа или непрерывной вено-венозной гемофильтрации. Кроме того, из-за низкомолекулярности метформина и отсутствия связывания его с белками плазмы, эти методы весьма эффективны при удалении метформина из плазмы крови, предотвращая дальнейшее накопление лактата.
Определение уровня метформина в плазме или сыворотке крови возможно для контроля лечения, для подтверждения диагноза передозировки у госпитализированных пациентов или при судмедэкспертизе для установки причины смерти. Концентрация метформина в крови или плазме, как правило, составляет 1-4 мг/л у лиц, получающих препарат в терапевтических целях, 40-120 мг/л у лиц с передозировкой и 80-200 мг/л при смертельном исходе. Обычно применяют хроматографические методы.
При дозе 85 г метформина гипогликемия не развивалась, даже если в этих же условиях развивался лактатацидоз, который также может быть вызван передозировкой метформина гидрохлорида или сопутствующими факторами риска. Ранними симптомами молочнокислого ацидоза являются повышение температуры тела, боль в животе, миалгия, в дальнейшем могут отмечаться тахипноэ, головокружение, нарушение сознания и развитие комы.

## Особые указания
При лечении необходим контроль функции почек; определение лактата в плазме следует проводить не реже 2 раз в год, а также при появлении миалгии. При развитии лактатацидоза приём метформина следует незамедлительно прекратить. Не рекомендуется назначение при опасности дегидратации. Большие хирургические вмешательства и травмы, обширные ожоги, инфекционные заболевания с лихорадкой могут потребовать отмены пероральных гипогликемических лекарственных средств и назначения инсулина. При сочетанном лечении с производными сульфонилмочевины необходим тщательный контроль концентрации глюкозы в крови. Комбинированное применение с инсулином рекомендуется проводить в стационаре.